# Capons
Os Capons são um grupo indígena que habita o nordeste do estado brasileiro de Roraima (na Terra Indígena Raposa-Serra do Sol), a Guiana (onde, no passado, eram também denominados uaicás) e a Venezuela.  Outras denominações incluem Acauayo, Akawai e Akawaio. No Brasil também são chamados de ingaricós.